# Zopfiella ebriosa
Zopfiella ebriosa är en svampart som beskrevs av Guarro, P.F. Cannon & Aa 1991. Zopfiella ebriosa ingår i släktet Zopfiella och familjen Lasiosphaeriaceae.   Inga underarter finns listade i Catalogue of Life.